# Талица (Залесовский район)
Та́лица — село в Залесовском районе Алтайского края России. 

## Название
Новое поселение называли Талицкая и деревня Кадникова — это наименование было связано с фамилией одного из первых поселенцев и использовалось параллельно с официальным названием. Название дано по имени реки Талица, возле которой стояло село.
По данным середины XIX века также называлось Чупина (Список населённых мест Российской империи по сведениям 1859–1873 годов)

## География
Село находится на реке Талица, притоке реки Чумыш.
Уличная сеть
В селе 3 улицы: Центральная, Набережная, Боровая и 2 переулка — Ключевской и Черемушкинский.
Ближайшие населённые пункты
Думчево, Восход, Черёмушкино, Малый Калтай Большой Калтай, Камышенка

## История
Деревня Талица была основана в 1776 году. 
Деревня вместе с соседними сёлами входила в состав Барнаульского уезда. 
Жители относились к Черемушкинскому приходу села Черемушкино. (Документы по истории церквей и вероисповеданий в Алтайском крае. Барнаул: Управление архивного дела администрации Алтайского края, 1997. С.372).
До упразднения уездно-губернского деления волостной центр Талицкой волости.
К 1930 году входил в Сибирский край, Барнаульский округ, Залесовский район, Талицский сельсовет.
Входил до 2021 года в состав Большекалтайского сельсовета.

## Население
| 1997 | 1998 | 1999 | 2000 | 2001 | 2002 | 2003 |
| ---- | ---- | ---- | ---- | ---- | ---- | ---- |
| 328  | ↘321 | ↘301 | ↗306 | ↗319 | ↘301 | ↘296 |
| 2004 | 2005 | 2006 | 2007 | 2008 | 2009 | 2010 |
| ↘272 | ↘270 | ↗284 | ↘256 | ↗284 | ↘265 | ↘225 |
| 2011 | 2012 | 2013 |      |      |      |      |
| ↘223 | ↘188 | ↘187 |      |      |      |      |

## Известные уроженцы, жители
- Харина, Варвара Семёновна (1916-1974) — советский хозяйственный деятель, Герой Социалистического Труда.

## Инфраструктура
В селе есть МКОУ «Талицкая ООШ», ФАП. Почтовое отделение, обслуживающее село Талица находится в соседнем поселении Большой Калтай.

## Транспорт
По территории района проходят автодороги Залесово — Заринск — Барнаул, Залесово — Заринск — Мартыново, Залесово — Тальменка. К селу от районной автодороги ведёт просёлочная дорога, из Залесово ежедневно ходят рейсовые автобусы.